# Ewangelie judeochrześcijańskie
Ewangelie judeochrześcijańskie – apokryficzne ewangelie powstałe w I wieku w środowisku judeochrześcijan. Udokumentowane jest istnienie 3 judeochrześcijańskich ewangelii: Ewangelii Hebrajczyków, Ewangelii Nazarejczyków i Ewangelii Ebionitów. Żadna z nich nie zachowała się do naszych czasów, zostały zniszczone prawdopodobnie w V wieku. Przetrwały jedynie pojedyncze fragmenty zawarte w pismach pisarzy wczesnochrześcijańskich.